# Doliocarpus lancifolius
Doliocarpus lancifolius är en tvåhjärtbladig växtart som beskrevs av Kubitzki. Doliocarpus lancifolius ingår i släktet Doliocarpus och familjen Dilleniaceae. Inga underarter finns listade i Catalogue of Life.